# Konrad Keilhack
Friedrich Ludwig Heinrich Konrad Keilhack, född 16 augusti 1858 i Oschersleben, död 10 mars 1944 i Berlin, var en tysk geolog.

## Biografi
Keilhack disputerade 1881 för doktorsgrad i Berlin och inträdde i Preussens Geologische Landesanstalt, där han 1890 blev Landesgeolog och 1914 avdelningsdirigent och ledare för kartarbetena på slättområdet. År 1896 blev han docent och 1900 professor vid Bergsakademien.
Hans forskning behandlade så gott som uteslutande Nordtysklands kvartära bildningar. Han författade Lehrbuch der praktischen Geologie (1896; fjärde upplagan 1922) och utgav från 1901 "Geologisches Zentralblatt".